# Zavata carsolina

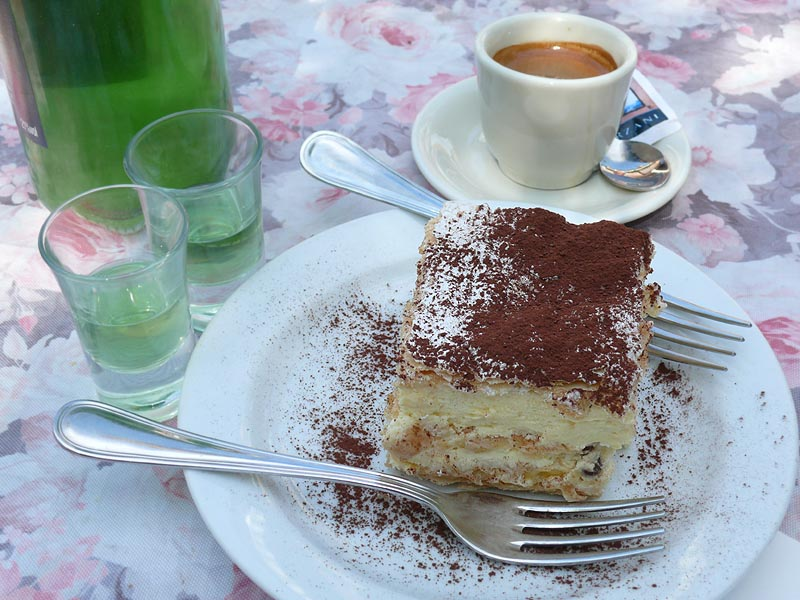
zavata carsolina

Zavata carsolina, ook millefoglie carsolina genoemd, is een type gebak uit de Noord-Italiaanse provincie Triëst. 
Het bestaat uit een millefeuille en pudding waarin witte wijn en vanille verwerkt zijn. De pudding wordt crema carsolina genoemd en maakt, volgens de inwoners van Triëst, het gebak specifiek voor hun streek. De naam verwijst naar het Karstgebergte naast de stad Triëst.